# Forma (filosofia da linguagem)
Na filosofia da linguagem, a forma é um dos funtivos que, junto com a noção de "conteúdo", compõem a totalidade da noção de signo. Como sintetiza Rudolf Arnheim, "forma é a configuração visível do conteúdo".

## Conceito
Na semiótica e semiologias tradicionais (Peirce e Saussure), "forma" é o mesmo que "significante", em oposição a "significado" ou "interpretante". Em sentido amplo, "forma" pode ser definido como a parte de qualquer fenômeno que tem a função de motivar um sentido na mente de um intérprete. Essa motivação de sentido é via de regra de natureza empírica, o que faz com que a noção de "forma" esteja muitas vezes associada à materialidade dos fenômenos perceptíveis, sobretudo no campo da visualidade. Não admira, portanto, que em termos convencionais, a noção de "forma" seja ora compreendida como "a configuração física dos seres e das coisas", ora como a "aparência física de uma ser ou de uma coisa". Nesses termos, a "forma" de uma "mesa", por exemplo, consistiria no conjunto de disposições físicas - cores, dimensões, texturas, tonalidades - capazes de afetar os sentidos da visão e do tato. O próprio "formato" da "mesa" - tampo horizontal sobre quatro estruturas verticais que tocam o chão - seria parte da "forma" da "mesa". Por outro lado, em oposição a essa noção empirista de "forma", há ainda a possibilidade de se considerar a "forma" de certos conceitos, como por exemplo no caso da forma "O" em relação ao conceito de circunferência. Nesse caso, a forma "O" pode ser tratada de forma ideal, como quando pensamos num "O" como a parte "formal" de um determinado "conteúdo"("círculo", no caso). Por esse caminho, "forma" é ainda uma noção responsável pela motivação de um dado conteúdo, embora agora tal motivação não nasça de uma experiência empírica, mas sim, por assim dizer, de uma experiência mental. Como se vê, ambas posições - empírica e idealista - discordam apenas quanto à natureza da motivação "formal" (num a motivação se dá na percepção, noutra, na própria mente), mas não quanto à sua posição oposta e ao mesmo tempo complementar em relação à noção de "conteúdo" (ou "significado").

## Inseparabilidade entre "forma" e "conteúdo"
Boa parte dos especialistas em linguagem, no entanto, concordam que a separação do signo em "forma" e "conteúdo" é apenas uma separação didática realizada para fins de análise semiótica. Como explica Roland Barthes, "forma" e "conteúdo" são duas faces constitutivas do mesmo fenômeno, como no caso dos dois lados de uma mesma folha de papel: corte um lado e o outro será inevitavelmente afetado. Desse modo, "forma" e "conteúdo" compõem o próprio processo de interpretação do mundo. Na experiência concreta da realidade, não vemos primeiro a "forma" das coisas para depois interpretar-lhes o "sentido" ou "conteúdo". Essa separação não ocorre na experiência, pois é fruto de uma cisão meramente teórica. Além disso, vários autores concordam com o fato de que a relação entre "forma" e "conteúdo" não é simétrica, ou seja, de que para cada "forma" x haverá muitos conteúdos x1, x2, x3 etc, tantos quantos forem os intérpretes e suas respectivas capacidades de interpretação (ou seus respectivos repertórios").

## Diferença entre forma e formato
Para Aristóteles formato é a mera aparência exterior, ao passo que forma é articulação interna, ordem constitutiva, e princípio de unidade e funcionamento. Para o filósofo uma mão decepada teria ainda o formato de mão, mas não mais a sua forma.